# Марк Юній Пенн (претор)
Марк Юній Пенн (лат. Marcus Iunius Pennus; близько 240 до н. е. — після 201 до н. е.) — політичний діяч часів Римської республіки.

## Життєпис
Походив з впливового роду Юніїв. Син Марка Юнія Пенна. Про освіту та молоді роки немає відомостей. У 205 році до н. е. обіймав посаду плебейського едила. У 201 році до н. е. його обрано міським претором. Під час каденції відповідно до постанови римського сенату заснував аграрну комісію для роздачі ветеранам землі в Самніумі та Апулії. Про подальшу діяльність нічого не відомо.

## Родина
- Марк Юній Пенн, консул 167 року до н. е.